# Герцог де Жуайез
Виконтство де Жуайез было возведено в ранг герцогства в 1581 году королём Генрихом III для своего фаворита Анн де Батарне де Жуайез.

## Дом де Жуайёзов
- 1581—1587: Анн де Батарне де Жуайез (1560—1587), сын Гийома де Жуайеза и Маргариты де Батарне.
- 1587—1592: Антуан-Сипьон де Жуайёз (1565—1592), великий приор Тулузы; брат предыдущего носителя титула.
- 1592—1608: Генрих де Жуайез (1563—1608), брат предыдущего носителя титула.
- 1608—1615: кардинал Франциск (1562—1615), архиепископ Нарбоннский, Тулузский, затем Руанский, папский легат во Франции. Брат предыдущего носителя титула.
- 1615—1647: Генриетта Екатерина де Жуайез (1585—1656), дочь Генриха де Жуайеза. Дважды была в браке: первый раз — за Генриха де Монпансье; во второй — за Карла I де Гиза. По первому брака была бабушкой Анны де Монпансье. В 1647 году передала герцогство своему сыну Луи Лотаринскому.

## Дом Гизов
- 1647—1654: Луи Лотаринский (1622—1654), сын Генриетты Екатерины де Жуайез. Женился на Марии Франсуазе Ангулемской, дочери герцога Ангулемского Людовика-Эммануэля, наследовавшей своему отцу в 1653 году.
- 1654—1671: Луи Жозеф де Гиз (1650—1671), герцог де Гиз и граф д’Э; сын предыдущего носителя титула. Женился на Елизавете Маргарите Орлеанской, двоюродной сестре короля Франции Людовика XIV.
- 1671—1675: Франсуа Жозеф, герцог де Гиз (1670—1675), герцог де Гиз и принц де Жуанвиль; сын предыдущего носителя титула.
- 1675—1688: Мария Лотарингская, герцогиня де Гиз (1615—1688), принцесса де Жуанвиль. Дочь Карла I де Гиза и Генриетты Екатерины де Жуайез; двоюродная бабка предыдущего носителя титула. Не оставила прямых наследников, из-за чего в 1688 году герцогский титул перешёл к её четвероюродному племяннику Шарлю Лотарингскому.

## Дом д’Эльбёф
- 1688—1690: Шарль Лотарингский (1661—1702), принц де Коммерси. Внук герцога д’Эльбёф Шарля II и четвероюродный племянник предыдущей носительницы титула.

В 1690 году король Людовик XIV конфисковал герцогство из-за перехода его владельца на службу к императору Леопольду I. Титул был передан брату Шарля Лотарингского Жан-Полю.
- 1693—1693: Жан-Поль Лотарингский (1672—1693), принц де Лилльбонн. Брат предыдущего носителя титула.
- 1693—1694: Франсуа Мария (1624—1694), принц де Лилльбонн. Отец предыдущего носителя титула и сын Шарля II.
- 1694—1714: Анна Лотарингская (1639—1720), вдова предыдущего носителя титула и дочь герцога Лотарингии Карла IV. В 1714 году герцогство было передано её внуку Луи II де Мелёну.

## Дом де Мелён
- 1714—1724: Луи II де Мелён (1694—1724), принц д’Эпинуа, барон Антуан. Сын Луи I де Мелёна и Елизаветы Терезы Лотарингской, дочери предыдущих носителей титула[1][2].

С его смертью титул перешёл к его племяннику по женской линии Шарлю Рогану (1715—1787).